# بازی کشتی‌های جنگی
 بازی کشتی جنگی (BattleShip) یک بازی دو نفره در جهان بسیار محبوب است که به وسیلهٔ قلم و کاغذ یا با استفاده از صفحه و مهره نیز بازی می‌شود و این بازی حول دو محور حدس و استراتژی می‌چرخد.
در این بازی هر بازیکن در صفحه دارای دو جدول ۱۰x۱۰ است که ردیف‌های افقی و عمودی با استفاده از حروف انگلیسی و اعداد نام گذاری شده است (مشابه بازی شطرنج) که یکی از جدول‌ها منطقهٔ خودی و دیگری منطقه دشمن است.

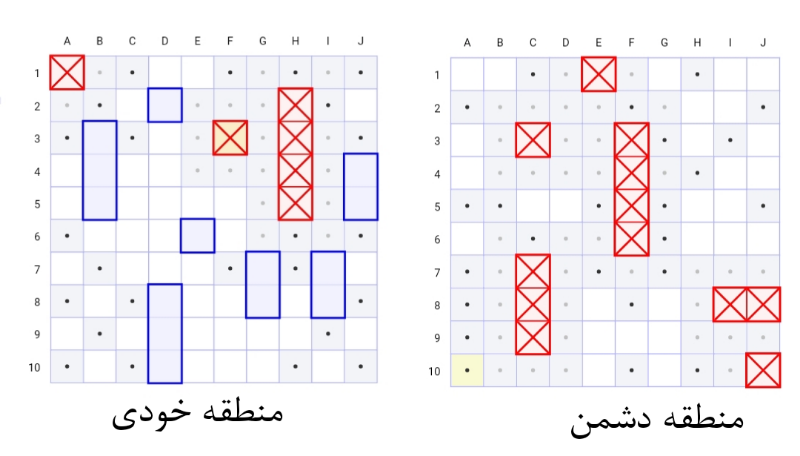
تصویری از یک صفحهٔ مخصوص بازی کردن کشتی جنگ. نام گذاری خانه‌ها، تعداد کشتی‌ها و نحوه علامت زدن کاملاً مشخص است.

طریقه بازی به این صورت است که ابتدا هر بازیکن به‌طور پنهانی از دیگری در جدول خودی یک کشتی به اندازه ۴ مربع، دو کشتی به اندازه سه مربع، سه کشتی به اندازه دو مربع و چهار کشتی به اندازه یک مربع می‌چیند. کشتی‌ها نباید به هم بچسبند و باید حداقل یک خانه با یکدیگر فاصله داشته باشند.

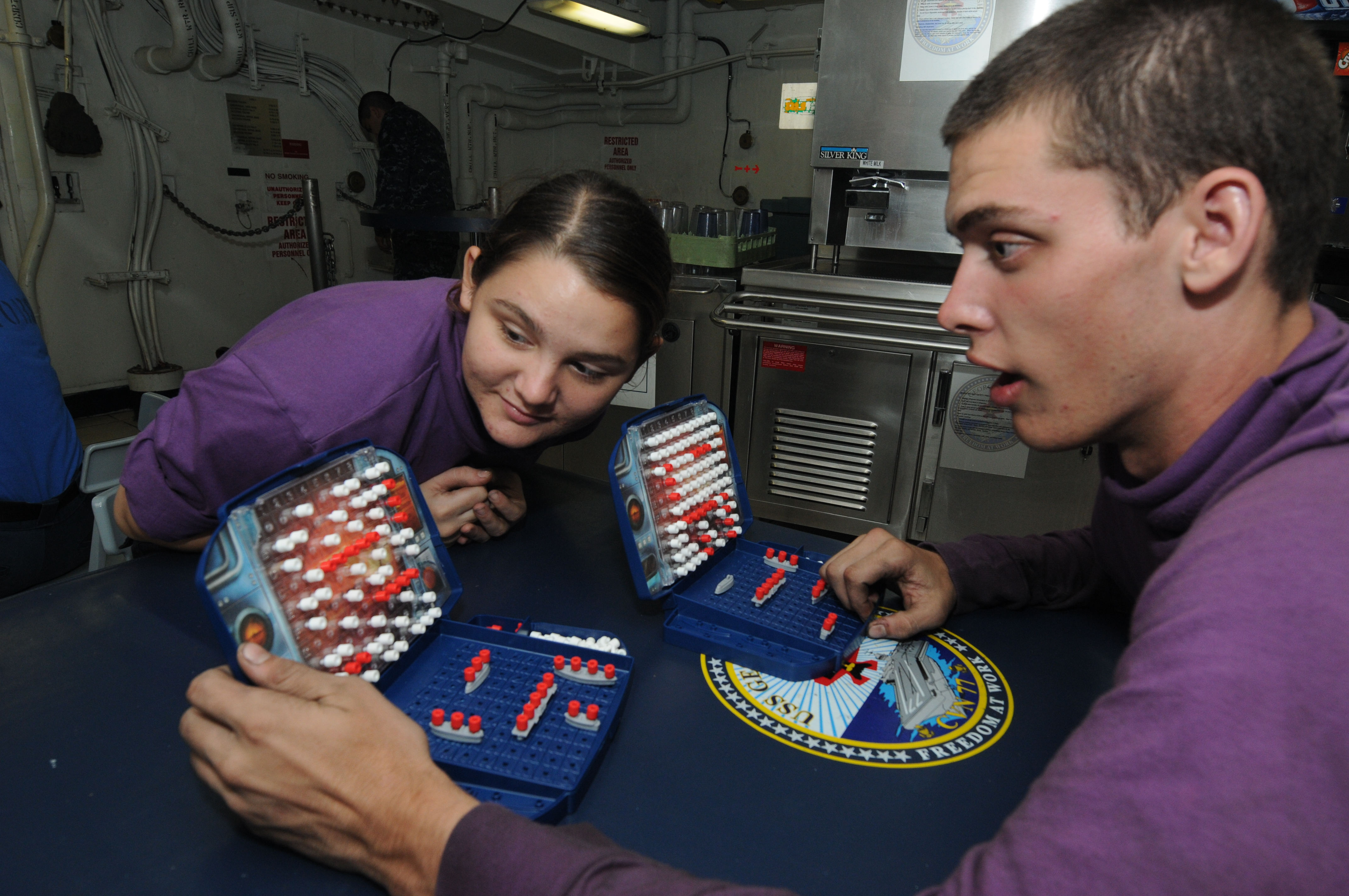
دو جوان در حال بازی کشتی جنگی با استفاده از مهره و تخته.

سپس با شروع بازی هر بازیکن به‌طور نوبتی با گفتن مختصات به منطقهٔ بازیکن مقابل شلیک می‌کند و بازیکن مقابل اصابت شلیک یا عدم اصابت و غرق شدن یا غرق نشدن کشتی را اعلام می‌کند. برای هر بار اصابت یک نوبت شلیک دیگر جایزه داده می‌شود.
فردی که زودتر تمام کشتی‌های حریف را غرق کند برنده است.
در بازی نسخه کاغذی شلیک اصابت شده را با ضربدر و عدم اصابت را با نقطه در خانهٔ مورد نظر نشان می‌دهند. هر بازیکن موظف است شلیک‌های خود را در منطقه دشمن و شلیک‌های حریف را در منطقه خودی علامت گذاری کند.

## نوع دیگر بازی کشتی جنگی
بازی کشتی‌های جنگی یک بازی قلم‌کاغذی جنگی دو نفره است. در این بازی، دو بازیکن کاغذ را از وسط با رسم یک خط تقسیم می‌کنند و کشتیهای جنگی خود را در سمتِ خود روی کاغذ می‌کشند. سپس سعی می‌کنند کشتی‌های حریف را نشانه‌گیری کرده و به آنها گلوله بزنند.
نوع سادهٔ بازی کشتی‌های جنگی، این‌گونه بازی می‌شود:
1. بازیکنان با رسم یک خط، کاغذ را از وسط به دو قسمت تقسیم می‌کنند و هر یک از آنها در یک سمت قرار می‌گیرد.
2. بازیکن اول یک کشتی در سمت خود می‌کشد.
3. بازیکن دوم سعی می‌کند نقطهٔ قرینهٔ کشتی را نسبت به خط وسط کاغذ پیدا کند و با خودکار یا مداد یک نقطه/دایرهٔ توپُر که نماد گلوله است بر آن می‌کشد.
4. همین بازیکن (بازیکن دوم) کاغذ را از روی خط وسط تا زده و پشت نقطه‌ای که کشیده بود با خودکار می‌کشد تا اثر جوهر خودکار به طرف دیگرِ خط، در سمت حریف، منتقل شود. چنانچه اثر نقطه روی کشتی بیفتد، آن کشتی در بازی مورد اصابت گلوله قرار گرفته است و غرق می‌شود و خط می‌خورد.[۷]
5. اگر حریف موفق به غرق کردن کشتی شود بازی را با کشیدن یک کشتی در سمت خودش ادامه می‌دهد. اگر نه، بازیکن اول دومین کشتی خود را می‌کشد.
6. برندهٔ بازی بر اساس تعدادِ بیشترِ کشتی‌های سالم تعیین می‌شود.